# Wilhelm Kergel
Wilhelm Kergel (* 30. November 1822 in Grochwitz, Landkreis Glogau, Niederschlesien; † 3. Dezember 1891 in Graz) war ein österreichischer Klassischer Philologe.
Wilhelm Kergel, der Sohn eines Jägers, wuchs in ärmlichen Verhältnissen auf und verlor früh seine Eltern. So kam er im Dezember 1832 mit seinen zwei jüngeren Geschwistern zum Pastor Samuel Pfotenhauer. Der Pastor gab seinen Schützlingen Elementarunterricht und ermöglichte Wilhelm auch den Besuch des Gymnasiums zu Groß-Glogau (ab 1836). Hier entschloss er sich, Klassische Philologie zu studieren.
Im Herbst 1841 ging er an die Universität Breslau, wo seine akademischen Lehrer Karl Ernst Christoph Schneider, Julius Ambrosch und besonders Friedrich Haase waren. Nach Promotion und Lehramtsexamen arbeitete Kergel ab Sommer 1846 als Hilfslehrer am Breslauer Maria-Magdalenen-Gymnasium. Auf Empfehlung seines Lehrers Haase wurde er im Herbst 1849 (ohne Habilitation) als außerordentlicher Professor für Klassische Philologie an die Universität Olmütz berufen. Seitdem wirkte er an verschiedenen österreichischen Universitäten. Am 9. Oktober 1851 wechselte er als Ordinarius an die Universität Lemberg, wo er infolge der ethnischen Spannungen zwischen Polen und Deutschen in einer schwierigen Lage war. Dennoch heiratete er hier die Witwe Anna Stankowska, mit der er fünf Kinder bekam, von denen drei im Kindesalter starben. 1862/1863 wurde er zum Dekan der Philosophischen Fakultät und 1866/1867 zum Rektor der Universität gewählt.
Am 26. Juli 1871 verließ Kergel mit seiner Familie Lemberg und ging an die Universität Graz, wo ihm neben den beiden Lehrstühlen für Klassische Philologie ein drittes Ordinariat gegeben wurde. In Graz blieb Kergel bis an sein Lebensende; in den Jahren 1873/1874 und 1881/1882 fungierte er als Dekan der Philosophischen Fakultät. Am Philologischen Seminar hielt er stilistische und exegetische Übungen im Griechischen und Lateinischen ab, außerdem Vorlesungen und Seminare hauptsächlich zur attischen Prosa und Poesie, aber auch zu Cicero (Pro Milone) und Tacitus (Annales).
Wissenschaftliche Publikationen brachte Kergel neben seiner ausgedehnten Tätigkeit in der akademischen Lehre und Selbstverwaltung wenig hervor. Neben seiner Breslauer Dissertation (De tempore quo scriptus sit libellus qui vulgo fertur Xenophontis de republica Atheniensium) verfasste er einige Rezensionen und Anzeigen zu Schulbüchern, Textkommentaren und Übersetzungen lateinischer und griechischer Schriften.